# Pindelo
Pindelo ist ein Ort und eine ehemalige Gemeinde (Freguesia) im portugiesischen Kreis Oliveira de Azeméis. Die Gemeinde hatte 2606 Einwohner (Stand 30. Juni 2011).
Am 29. September 2013 wurden die Gemeinden Pindelo und Nogueira do Cravo zur neuen Gemeinde União das Freguesias de Nogueira do Cravo e Pindelo zusammengeschlossen.